# Re (Noruega)
Re és un antic municipi situat al comtat de Vestfold, Noruega. Té 9.361 habitants (2016) i la seva superfície és de 224,66 km². El centre administratiu del municipi és el poble de Revetal.